# Percy Jones (Musiker)

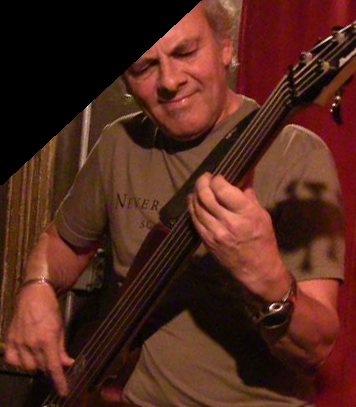
Percy Jones (2011)

Percy Jones (* 3. Dezember 1947 bei Llandrindod Wells, Wales) ist ein britischer Fusionmusiker (Bassgitarre) und Musikproduzent, der vor allem als Mitglied der Band Brand X bekannt wurde. Er gilt als herausragender Spieler des bundlosen E-Bass.

## Leben und Wirken
Jones gehörte zunächst zur Band The Liverpool Scene (um Adrian Henri), mit der er als Bassist zwischen 1968 und 1970 mehrere Alben aufnahm. 1974 gehörte er zu den Gründern von Brand X und blieb zunächst bis 1980 bei der Band, um zwischen 1992 und 1999 wieder mitzuwirken. Daneben war er als Bassist an Brian Enos Alben Another Green World (1975), Before and After Science (1977) und Music for Films (1978) beteiligt und gehörte kurzzeitig zu Soft Machine. Dann arbeitete er mit Jon Hassell, Elliott Sharp, David Sylvian und L. Shankar zusammen.
Mittlerweile in New York City lebend nahm er 1988 und 1989 sein Soloalbum Cape Catastrophe auf. 1990 trat er mit seinem Percy Jones Ensemble auf, zu dem neben Shankar der Gitarrist Jeff Llewelyn, der Sänger Joe Sofia, der Keyboarder Anton Sanko, sowie die Drummer Sterling Campbell und Mike Clark gehörten (Album Propeller Music, 1990).  Später in den 1990er Jahren leitete er auch die Fusionband Tunnels, an deren dritten Album Progressivity (2002) der Brand-X-Gitarrist John Goodsall und Mark Feldman beteiligt waren. Auch ist er auf Alben von Richard Barbieri, Roy Harper, Suzanne Vega und Scott McGill zu hören. 2021 legte er in Quartettbesetzung mit Alex Skolnick, Kenny Grohowski und Tim Motzer das Album Pakt vor.